# Düdinghausen (Steyerberg)
Düdinghausen ist ein Ortsteil des Fleckens Steyerberg im Landkreis Nienburg/Weser in Niedersachsen. Er hat 301 Einwohner auf einer Fläche von 13,01 km².

## Geografie
Düdinghausen liegt vier Kilometer nordwestlich vom Kernort Steyerberg entfernt.
Die Große Aue fließt in einem Kilometer Entfernung nördlich und die Weser östlich in zehn Kilometer Entfernung.

## Geschichte
Aus dem Flecken Steyerberg und den umliegenden Gemeinden Bruchhagen, Deblinghausen, Düdinghausen, Sarninghausen, Sehnsen, Voigtei und Wellie wurde 1968 die Samtgemeinde Steyerberg und im Zuge der Gemeindereform am 1. März 1974 die Einheitsgemeinde „Flecken Steyerberg“ gebildet.

## Politik

### Ortsrat
Düdinghausen wird von einem fünfköpfigen Ortsrat vertreten. Die Ratsmitglieder werden durch eine Kommunalwahl für jeweils fünf Jahre gewählt.
Bei der Kommunalwahl 2021 ergab sich folgende Sitzverteilung:
- Düdinghäuser Liste: 5 Sitze

### Ortsbürgermeister
Ortsbürgermeister ist Uwe Sandmann. Sein Stellvertreter ist Marco Kelkenberg. Weitere Mitglieder sind Patrick Lübkemann, Antje Plenge und Simon Bozek.

## Wirtschaft und Infrastruktur
In Düdinghausen befindet sich eine Straußenfarm.
Düdinghausen liegt fernab des großen Verkehrs. Durch den Ort führt keine Landes- und keine Bundesstraße. Die Landesstraße L 349, die von Kirchdorf nach Steyerberg führt, verläuft zwei Kilometer entfernt nördlich.